# 1979 في بوليفيا
فيما يلي قوائم الأحداث التي وقعت خلال عام 1979 في بوليفيا.

## رياضة
- 1 يناير – بطولة أمريكا الجنوبية لألعاب القوى للشباب 1979

## مواليد

### يوليو
- 18 يوليو – خيسوس أليخاندرو غوميز لاعب كرة قدم بوليفي.

### أغسطس
- 7 أغسطس – بابلو ساليناس لاعب كرة قدم بوليفي.

### سبتمبر
- 11 سبتمبر – كارلوس ساوسيدو لاعب كرة قدم بوليفي.

### أكتوبر
- 8 أكتوبر – دويل فاكا لاعب كرة قدم بوليفي.

### ديسمبر
- 2 ديسمبر – رونالد غوتيريز لاعب كرة قدم بوليفي.

## وفيات

### يناير
- 1 يناير – آلان بيرتون (مواليد 1912)